# Tyrone Braxton
Tyrone Scott Braxton (* 17. Dezember 1964 in Madison, Wisconsin) ist ein ehemaliger US-amerikanischer American-Football-Spieler auf Position des Safties. Er spielte 13 Jahre in der National Football League (NFL).

## Frühe Jahre
Braxton ging in seiner Geburtsstadt Madison, Wisconsin, auf die Highschool. Später besuchte er die North Dakota State University, wo er für das Collegefootballteam auf der Position des Safties spielte.

## NFL
Braxton wurde im NFL-Draft 1987 in der zwölften Runde an 334. Stelle von den Denver Broncos ausgewählt. Er wurde nach der Saison 1993 entlassen und schloss sich daraufhin den Miami Dolphins an. Hier kam er nicht über die Backup-Rolle hinaus und wurde nach der Saison 1994 wieder von den Broncos zurückgeholt, nachdem diese in der Saison die schlechteste Defense der NFL waren. In der Saison 1996 gelangen ihm 9 Interceptions, die meisten in dieser Saison, zusammen mit St. Louis Rams Safety Keith Lyle. Ein Jahr später erreichte er mit den Broncos den Super Bowl XXXII, welcher mit 31:24 gegen die Green Bay Packers gewonnen wurde. In diesem Spiel gelang ihm eine Interception, nach einem Passversuch von Packers Quarterback Brett Favre. Auch ein Jahr später gewann er den Super Bowl XXXIII mit 34:19 gegen die Atlanta Falcons. Nach der Saison 1999 beendete er seine Karriere.

## Persönliches
Braxtons Bruder saß 25 Jahre wegen Raubes im Gefängnis. Sein anderer Bruder wurde ein Jahr ins Gefängnis gesperrt, wegen Drogenhandels.